# Carl Niclas Keckman
Carl Niclas Keckman, född 25 juni 1793 i Uleåborg, död 9 maj 1838 i Helsingfors, var en finländsk språkforskare. Han var halvbror till Frans Michael Franzén. 
Keckman anslöt sig redan tidigt till en omkring 1815 bildad studentkrets, som ivrade för finska språket. Sin betydelse har han som den förste lektorn i finska språket vid Helsingfors universitet (utnämnd 1829) och hans verksamhet fick stor betydelse för studiet av finskan. 
Keckman tog verksam del i Finska litteratursällskapets stiftande och blev dess första ordförande samt, sedan Elias Lönnrot begivit sig ur resor för insamling av runosånger, dess sekreterare. Som sådan utgav han (1834) en översättning av Heinrich Zschokkes "Goldmacherdorf", som under namnet "Kultala" utgör första delen av detta sällskaps publikationer. Följande år ombesörjde han tryckningen av första Kalevala-upplagan. Han efterlämnade värdefulla lexikaliska samlingar.